# Ami Foster
Ami Foster (5 de agosto de 1975) es una actriz infantil estadounidense, actriz de voz y 
cantante. Foster es más recordada por interpretar a Margaux Kramer en la serie de televisión americana Punky Brewster.

## Biografía
Foster, originaria de California, ganó el Campeonato de Baile de Claqué Nacional después de que fuera descubierta en Búsqueda de Estrella como cantante con cinco años. En 1984, Foster fue contratada para su papel más recordado, en la serie de NBC Punky Brewster interpretando a Margaux Kramer, una amiga de la clase, presumida, de clase alta. Durante el rodaje de Punky Brewster, Foster apareció en Circo de las Estrellas;  comparte un acto con el actor-músico Corey Yothers, cuya hermana Tina (de fama de Lazos Familiares) también se presentó ese año en COTS.
Siguiendo el fin de Punky Brewster en 1988, Foster apareció en varias funciones como invitada: en Los Años de Maravilla, Salto Cuántico, y La vida Continúa . En 1986-87 puso la voz la a Holly, la dueña del Puppy Libra en la serie de televisión Pound Puppies . Ella también puso la voz de Sally Brown en 1988 en los dibujos animados de  Snoopy!!! El Musical y Lucy van Pelt en un episodio de This Is America, Charlie Brown. En 1989,  tuvo una función en la Tropa de película Beverly Cerros. La última función de Foster fue en 1995 en el episodio de CBS Schoolbreak Especial.

## Vida personal
Foster tiene uno hermano mayor, Shawn, un movimiento-director de cuadro cuya producción consiste en gran parte de recto-a-producciones de vídeo.

## Filmografía
| Película   | Película                                    | Película                    | Película                      |
| Año        | Película                                    | Función                     | Notas                         |
| ---------- | ------------------------------------------- | --------------------------- | ----------------------------- |
| 1986       | Wrinkles: In Need of Cuddles                | Amy Lenore Smith            | Directo-a-liberación de vídeo |
| 1987       | When Mom and Dad Break Up                   | Niña/de cantante            | Directo-a-liberación de vídeo |
| 1989       | Troop Beverly Hills                         | Claire Sprantz              |                               |
| 2000       | Scooby-Doo and the Alien Invaders           | Voces adicionales (voz)     | Directo-a-liberación de vídeo |
| Televisivo |                                             |                             |                               |
| Año        | Título                                      | Función                     | Notas                         |
| 1983       | Webster                                     | Maxine                      | 1 episodio                    |
| 1984       | Fama                                        | Tracy Donlon                | 1 episodio                    |
| 1984–1988  | Punky Brewster                              | Margaux Kramer              | 58 episodios                  |
| 1985       | Wildside                                    | Sissy Jonsen                | 1 episodio                    |
| 1985–1986  | It's Punky Brewster                         | Margaux Kramer (Voz)        | 26 episodios                  |
| 1986       | Happy New Year, Charlie Brown!              | Sally Brown (Voz cantando ) | Sin acreditar                 |
| 1986–1987  | Pound Puppies                               | Holly (Voz)                 | 26 episodios                  |
| 1987       | The Little Troll Prince                     | Kristi (Voz)                | Película televisiva           |
| 1988       | Snoopy!!! The Musical                       | Sally Brown (voz)           | Televisivo especial           |
| 1988       | CBS Summer Playhouse                        | Patty Palevski              | 1 episodio                    |
| 1988       | Casa llena                                  | Nina                        | 1 episodio                    |
| 1988       | This Is America, Charlie Brown              | Lucy van Pelt (voz)         | Miniserie                     |
| 1988       | I'm Telling!                                | Ella misma                  | Episodio #1.22                |
| 1988       | Garfield y Amigos                           | Chica (Voz)                 | 1 episodio                    |
| 1989       | A Peaceable Kingdom                         | 1 episodio                  |                               |
| 1990       | La vida Continúa en                         | Tara Carlson                | 1 episodio                    |
| 1990       | El Outsiders                                | Chica en la fiesta          | 1 episodio                    |
| 1991       | Salto cuántico                              | Alexandra Rickett           | 1 episodio                    |
| 1991       | Changes                                     | Pam Hallam                  | Película de televisión        |
| 1991       | Los Años de Maravilla                       | Susan                       | 1 episodio                    |
| 1991       | The Family Man                              | Courtney                    | 1 episodio                    |
| 1991       | Nido vacío                                  | Wanda Sue                   | 1 episodio                    |
| 1991       | Paso a paso                                 | Bernice                     | 1 episodio                    |
| 1995 CBS   | Schoolbreak Special CBS Schoolbreak Special | Marla                       | 1 episodio                    |

## Premios y nominaciones
| Año  | Premio                         | Resultado | Categoría | Película o serie                                                                                        |
| ---- | ------------------------------ | --------- | --- | --- |
| 1986 | Premio a la mejor actriz joven | Nominada  | Mejor actriz joven en una Serie de televisión.                                                                       | Punky Brewster                                                                                          |
| 1987 | Premio a la mejor actriz joven | Nominada  | Rendimiento excepcional por una actriz joven en una serie de larga duración de comedia o drama.                      | Punky Brewster                                                                                          |
| 1988 | Premio a la mejor actriz joven | Nominada  | Rendimiento excepcional por una actriz joven en una serie de comedia de televisión.                                  | Punky Brewster                                                                                          |
| 1988 | Premio a la mejor actriz joven | Nominada  | Mejor actriz joven protagonista en una serie de televisión especial, película de la Semana o espectáculo de variedad | Circus of the Stars #12                                                                                 |
| 1988 | Premio a la mejor actriz joven | Nominada  | Mejor voz de animación por encima grupo                                                                              | It's Punky Brewster (Compartido con Casey Ellison, Teddy Campo III, Soleil Luna Frye, y Cherie Johnson) |
| 1988 | Premio a la mejor actriz joven | Nominada  | Mejor voz de animación por Encima Grupo                                                                              | Pound Puppies                                                                                           |
| 1989 | Premio a la mejor actriz joven | Nominada  | Mejor actriz joven                                                                                                   | This Is America, Charlie Brown                                                                          |
| 1992 | Premio a la mejor actriz joven | Nominada  | Mejor actriz invitada, protagonista o recurrente en una Serie de televisión                                          | Empty Nest                                                                                              |